# Sean Goldberg
Sean Goldberg (in ebraico שון גולדברג‎?; Tel Aviv, 13 giugno 1995) è un calciatore israeliano, difensore del Maccabi Haifa.

## Carriera

### Club
Ha giocato nella massima serie israeliana.

### Nazionale
Nel 2022 ha esordito in nazionale.

## Palmarès

### Club

#### Competizioni nazionali
- Coppa d'Israele: 2

Bnei Yehuda: 2016-2017
Hapoel Be'er Sheva: 2019-2020
- Supercoppa d'Israele: 1

Hapoel Haifa: 2018
- Campionato israeliano: 1

Maccabi Haifa: 2021-2022